# Pośrednia Białczańska Przełęcz
Pośrednia Białczańska Przełęcz (niem. Mittlere Froschscharte, słow. Prostredné Bielovodské sedlo, węg. Középső-Békás-csorba, ok. 2040 m) – przełęcz w Żabiej Grani w Tatrach Wysokich na granicy polsko-słowackiej. Znajduje się między Białczańską Kopką (ok. 2045 m) a Białczańską Czubką (ok. 2060 m). Nazwę przełęczy wprowadził Maciej Pawlikowski. W pracy „Żabi Szczyt od wschodu”. Dawniej przełęcz tę nazywano „południowym siodłem Białczańskiej Przełęczy”.
Na zachodnią (polską) stronę opada z przełęczy Pośredni Białczański Żleb. Na wschodnią (słowacką) stronę opada z niej skalisto-trawiasta depresja, która kilkadziesiąt metrów poniżej przełęczy uchodzi na rozległy, trawiasto-skalisty upłaz opadający nad brzeg Wyżniego Żabiego Stawu Białczańskiego.

## Taternictwo
Pośrednia Białczańska Przełęcz jest jednym z najbardziej dogodnych przejść z rejonu Morskiego Oka do Doliny Żabiej Białczańskiej. Bywano na niej już w czasach przedturystycznych. Pierwsze przejście turystyczne: Edward Walery Janczewski, Stefan Komornicki i przewodnik Jędrzej Marusarz Jarząbek 1 czerwca 1909 r. Pierwsze przejście zimowe: Tadeusz Nowicki i Marek Stefański 8 lutego 1951 r.
Przez przełęcz nie prowadzi żaden szlak turystyczny. Dla taterników dozwolone jest wejście na przełęcz tylko od strony polskiej. Słowackie stoki to zamknięty obszar ochrony ścisłej Tatrzańskiego Parku Narodowego.
1. Od Czarnego Stawu przez Mokrą Wantę i Białczański Upłaz; kilka miejsc I w skali tatrzańskiej, czas przejścia 1 godz.,
2. Od Czarnego Stawu przez Mokrą Wantę i Pośredni Białczański Żleb; Kilka miejsc I, 1 godz.,
3. Z Żabiej Doliny Białczańskiej; 0, 30 min[2].